# Jean d’Estrées

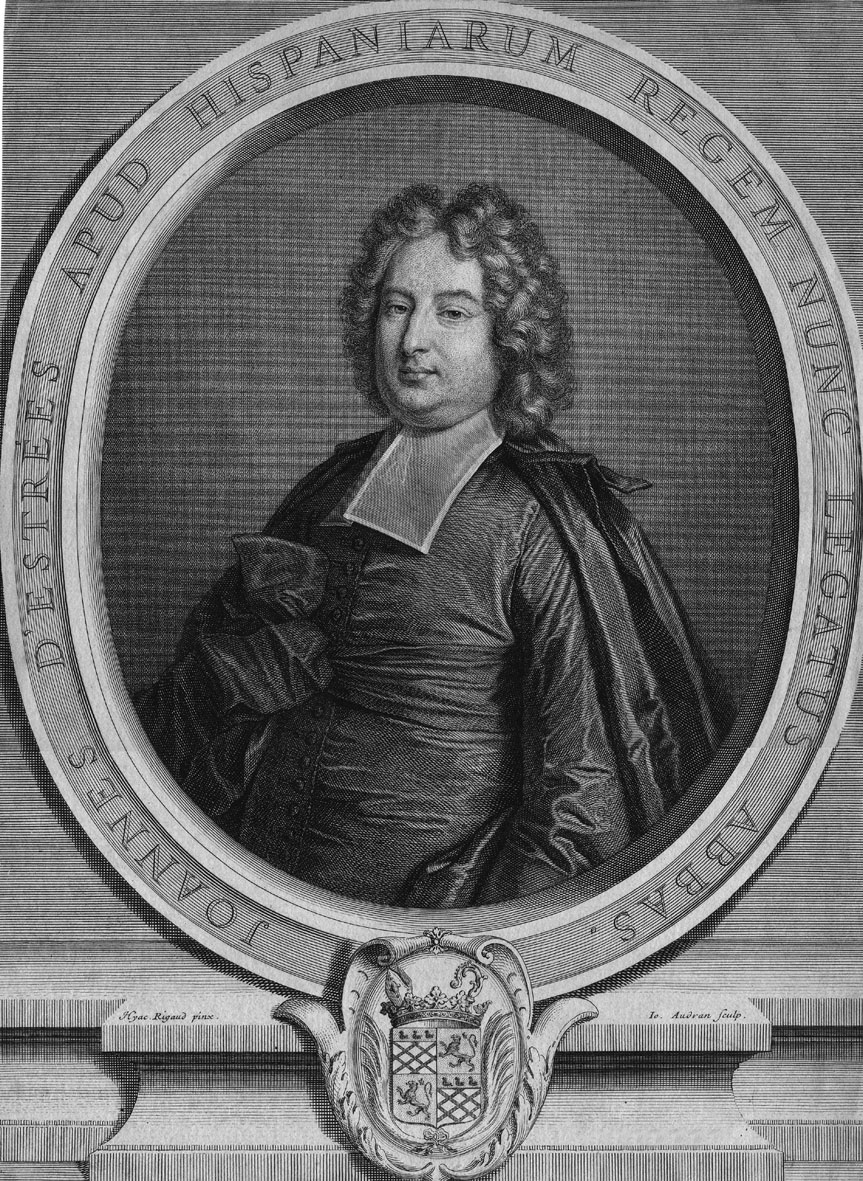
Jean d’Estrées; Kupferstich von Jean Audran nach Hyacinthe Rigaud

Jean d’Estrées (* 1666 in Paris; † 3. März 1718) war ein französischer Kleriker und Diplomat.
D’Estrées stammte aus der einflussreichen französischen Adelsfamilie der Estrées und war der Sohn des Marschalls von Frankreich Jean II. d’Estrées. Er war ferner der Neffe von César d’Estrées, dem Kardinalbischof von Albano; sein älterer Bruder war Victor-Marie d’Estrées, ein späterer Pair von Frankreich.
Mit 27 Jahren verhandelte d’Estrées 1692 am portugiesischen Hof in Lissabon mit Peter II. über dessen Neutralität im Pfälzischen Erbfolgekrieg. Als er diese diplomatische Mission erfolgreich beendet hatte, kehrte er nach Paris zurück und wurde dort 1698 zum „Dr. theol.“ promoviert.
1703 wurde Estrées mit einer weiteren wichtigen Mission am spanischen Hof in Madrid bei König Philipp V. betraut. Er arbeitete dort anfänglich mit seinem Onkel César zusammen, den er anschließend als Gesandter ablöste.
1711 wurde d’Estrées von der Académie française zum Nachfolger des verstorbenen Nicolas Boileau gewählt (Fauteuil 1). Nach seinem Tod nahm der Staatsmann Marc René d’Argenson seinen Platz ein.
1716 wurde er zum Erzbischof von Cambrai ernannt, starb aber 1718 ohne die Bischofsweihe empfangen zu haben.

## Trivia
Der Maler Hyacinthe Rigaud stellte d’Estrées in einem sehr gelungenen Porträt dar. Große Bekanntheit erreichte dieses Bild u. a. durch die Kupferstiche von Jean Audran, Laurent Cars und Étienne Desrochers.